# Вјеска на Блху
Вјеска на Блху (слч. Vieska nad Blhom) насељено је мјесто са административним статусом сеоске општине (слч. obec) у округу Римавска Собота, у Банскобистричком крају, Словачка Република.

## Становништво
| Година:    | 1994. | 2004.    | 2014.    | 2024.   |
| ---------- | ----- | -------- | -------- | ------- |
| Број људи: | 176   | 152      | 181      | 172     |
| Разлика:   |       | -13,63 % | +19,07 % | -4,97 % |

| Година:    | 2023. | 2024.   |
| ---------- | ----- | ------- |
| Број људи: | 173   | 172     |
| Разлика:   |       | -0,57 % |

Према подацима о броју становника из 2011. године насеље је имало 163 становника.